# Епархия Анцио
Епархия Анцио (лат. Dioecesis Antiatensis) — упразднённая епархия, в настоящее время титулярная епархия Римско-Католической церкви.

## История
Город Анцио до VI века город Анцио был центром одноимённой епархии. Известны имена нескольких епископов епархии Анцио. Епископ Гауденций участвовал в 465 году в Римском соборе. Его преемник Фелиций в 478 году участвовал в III Римском соборе. Епископ Виндемий участвовал в IV (499 год) и V (501 год) Римских соборах, которые созвал Римский папа Симмах.
В VI веке епархия Анцио прекратила своё существование после вторжения в город сарацин.
С 1969 года епархия Анцио является титулярной епархией Римско-Католической церкви.

## Епископы
- упоминается в 465 году — епископ Гауденций ;
- упоминается в 487 году — епископ Фелиций ;
- около 499—501 — епископ Виндемий .

## Титулярные епископы
- 11.04.1969 — 28.04.1969 — архиепископ Марио Назалли Рокка ди Корнелиано  — назначен кардиналом;
- 14.06.1969 — 16.04.2001 — архиепископ Эмануэлу Кларицио ;
- 28.06.2001 — 29.06.2016 — архиепископ Джузеппе Де Андреа ;
- 19.09.2016 — по настоящее время — епископ Оскар Эдуардо Минарро .[1]

## Источник
- Annuario Pontificio, Libreria Editrice Vaticana, Città del Vaticano, 2003, стр. 760, ISBN 88-209-7422-3
- Giuseppe Cappelletti Le Chiese d’Italia dalla loro origine sino ai nostri giorni, Venezia 1844, vol. I, стр. 683—684 (лат.)
- Francesco Lanzoni, Le origini delle diocesi antiche d’Italia: studio critico, Roma 1923, стр. 103 (лат.)
- Pius Bonifacius Gams, Series episcoporum Ecclesiae Catholicae, Leipzig 1931, стр. XXII (лат.)
- La Gerarghia Cattolica